# Onnens VD
Onnens je obec v západní (frankofonní) části Švýcarska, v kantonu Vaud, okrese Jura-Nord vaudois. Žije zde 493 obyvatel.

## Geografie

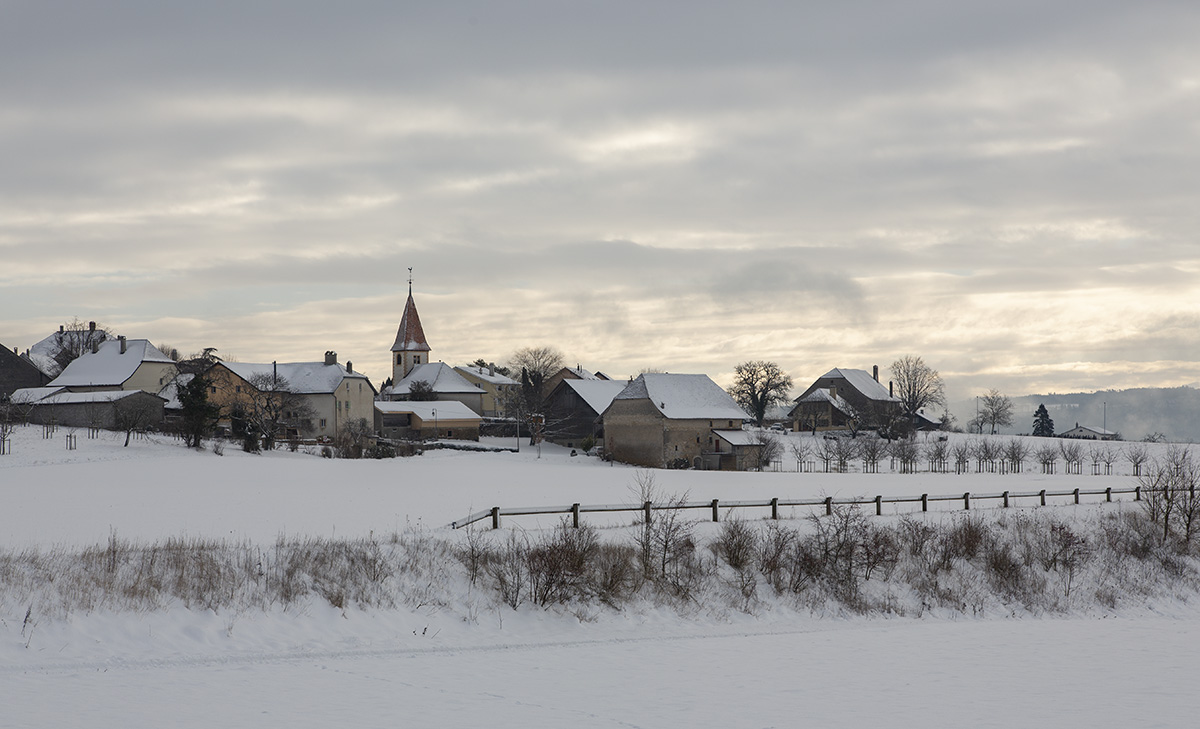
Onnens v zimě

Onnens leží v nadmořské výšce 477 m, vzdušnou čarou 7 km severovýchodně od okresního města Yverdon-les-Bains. Obec se nachází na kopci nad západním břehem Neuchâtelského jezera.
Území obce o rozloze 5,1 km² se rozkládá na úzkém úseku od břehů Neuchâtelského jezera až po první hřeben Jury. Ploché, přibližně 1,5 km dlouhé pobřeží pokrývá les, ve kterém bylo postaveno mnoho rekreačních domů. Les na břehu jezera se nachází v chráněné krajinné oblasti Grèves vaudoises de la rive gauche du lac de Neuchâtel, která je zapsána ve Spolkovém seznamu krajin a přírodních památek národního významu (BLN). Na severozápadě se rozkládají otevřené terasy Onnens s rozsáhlou zemědělskou půdou. Nad nimi následuje prudce se zvedající, většinou hustě zalesněný svah Jury (lesy Bois de Chênes a Bois de Vullierens) až těsně pod Mont Aubert, kde leží nejvyšší bod obce ve výšce 1300 m n. m. V dolní části svahu se nachází přírodní rezervace Chassagne, která je rovněž chráněna jako krajina národního významu. V roce 1997 bylo 7 % rozlohy obce pokryto zastavěnou plochou, 49 % lesy a lesními porosty a 44 % zemědělstvím.
Onnens zahrnuje několik samostatných farem na úpatí Jury a na svazích hor. Sousedními obcemi jsou Bonvillars a Corcelles-près-Concise.

## Historie

Letecký pohled (1949)

Území obce Onnens bylo osídleno již v neolitu a době bronzové, což dokládají pozůstatky kůlových obydlí nalezené na břehu jezera, stejně jako Menhir de la Vernette, čtyři menhiry a dolmen Praz Berthoud severozápadně od obce. Další stopy osídlení byly nalezeny z doby halštatské a římské.
První písemná zmínka o obci pochází z roku 1228 a nese název Unens, jehož původ lze odvodit od osobních jmen jako Una nebo Oni. Od středověku patřilo Onnens k panství Grandson. Po roce 1476 se Grandson stal poddanským městem pod společným panstvím Bernu a Fribourgu. Po pádu Staré konfederace patřilo Onnens v letech 1798–1803 v období Helvétské republiky ke kantonu Léman, který byl poté po vstupu v platnost Ústavy o zprostředkování sloučen s kantonem Vaud.

## Obyvatelstvo
| Rok            | 1803 | 1850 | 1880 | 1900 | 1910 | 1930 | 1950 | 1960 | 1970 | 1980 | 1990 | 2000 |
| Počet obyvatel | 258  | 328  | 321  | 341  | 326  | 311  | 275  | 248  | 223  | 267  | 330  | 397  |

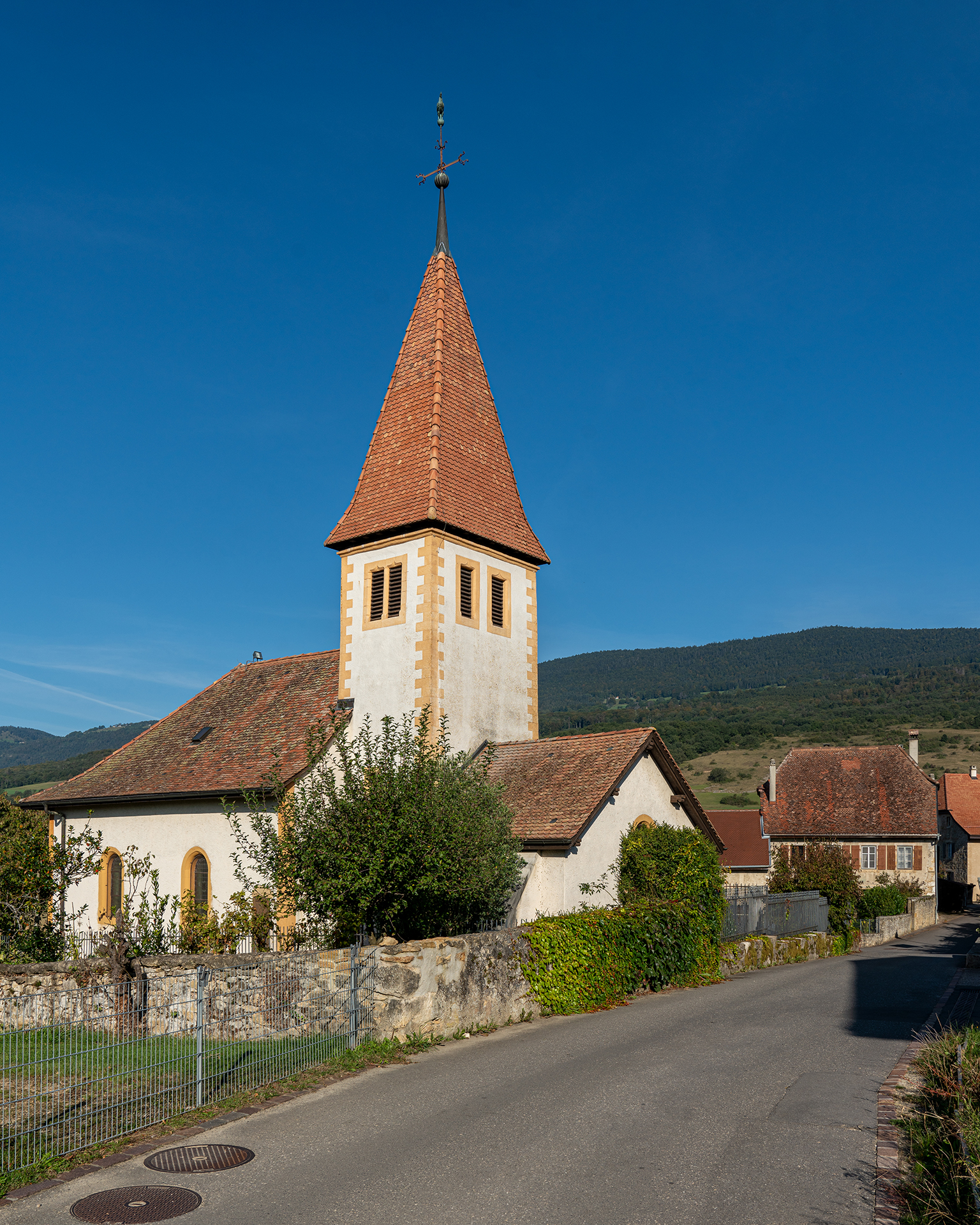
Kostel

Z celkového počtu obyvatel je 89,2 % francouzsky mluvících, 4,5 % německy mluvících a 2,0 % portugalsky mluvících (stav v roce 2000). Ke švýcarské reformované církvi se ve stejném roce hlásilo 56,7 % obyvatel, k církvi římskokatolické 22,7 % obyvatel. V roce 1900 žilo v Onnens celkem 341 obyvatel, ale do roku 1970 počet obyvatel klesl na 223 obyvatel. Od té doby došlo opět k výraznému nárůstu počtu obyvatel.

## Hospodářství
Až do druhé poloviny 20. století bylo Onnens vesnicí, která se vyznačovala především zemědělstvím. Díky úrodné půdě na úpatí Jury je zemědělství velmi důležité i v současnosti. Na svazích, které jsou optimálně vystaveny slunci, roste vinná réva. Další pracovní místa jsou v místních malých podnicích. Mnoho pracujících, kteří se sem v posledních letech přistěhovali, dojíždí za prací převážně do Yverdonu.

## Doprava
Obec má dobré dopravní spojení. Leží na hlavní silnici č. 5 z Neuchâtelu do Yverdonu. Po otevření dálnice A5 (Yverdon–Neuchâtel) v květnu 2005 došlo v centru obce ke znatelnému snížení intenzity dopravy. Nejbližší napojení na dálnici, která prochází obcí a vede tunelem v její blízkosti, je vzdáleno asi 3 km od centra obce. Železniční trať z Yverdonu do Neuchâtelu byla slavnostně otevřena 7. listopadu 1859; na hranici obce se nachází železniční stanice Onnens-Bonvillars. Osobní vlaky v ní však již nezastavují, Onnens je napojeno na síť veřejné dopravy prostřednictvím linky Postbusu z Yverdonu do Gorgier.

## Fotogalerie

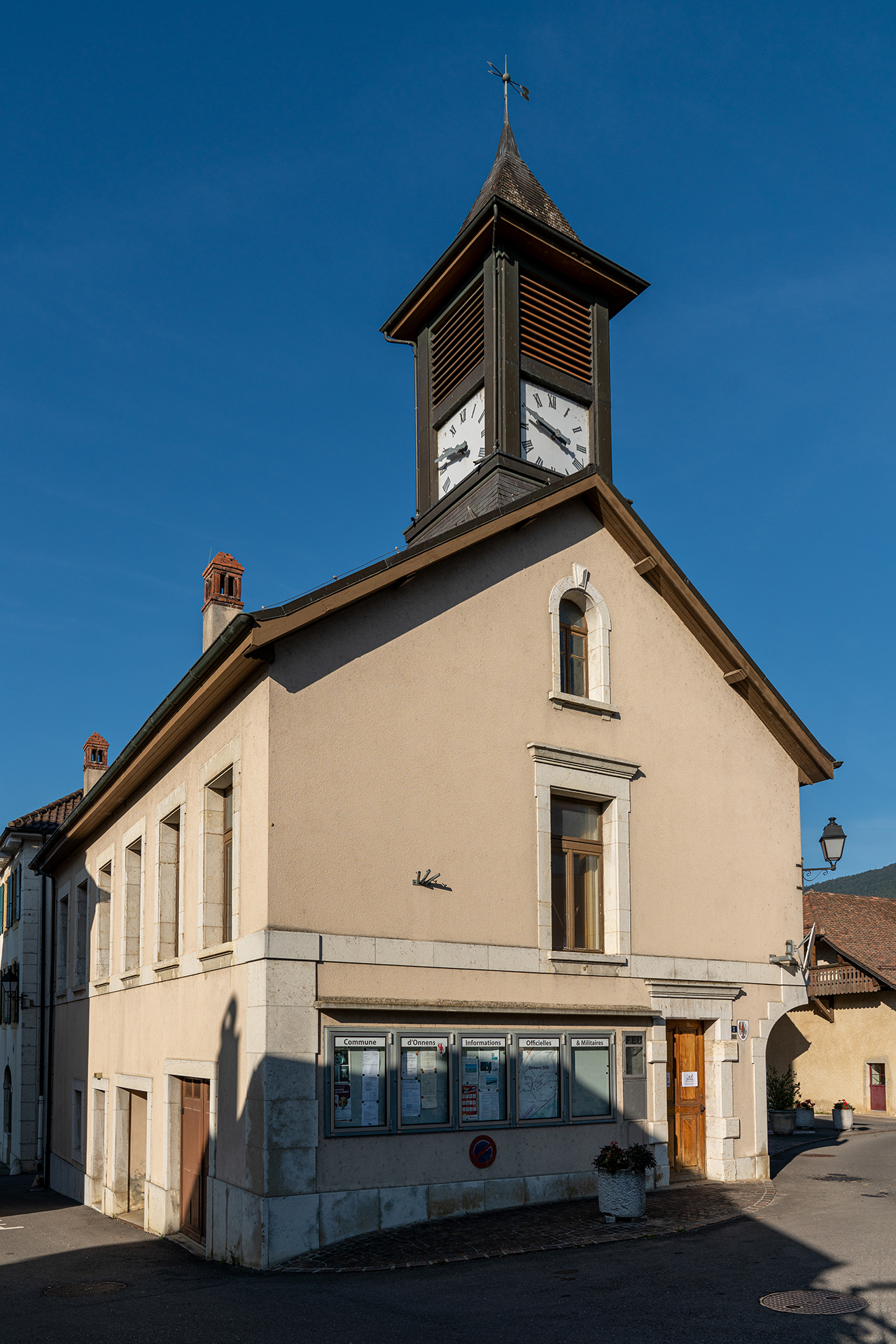
Škola
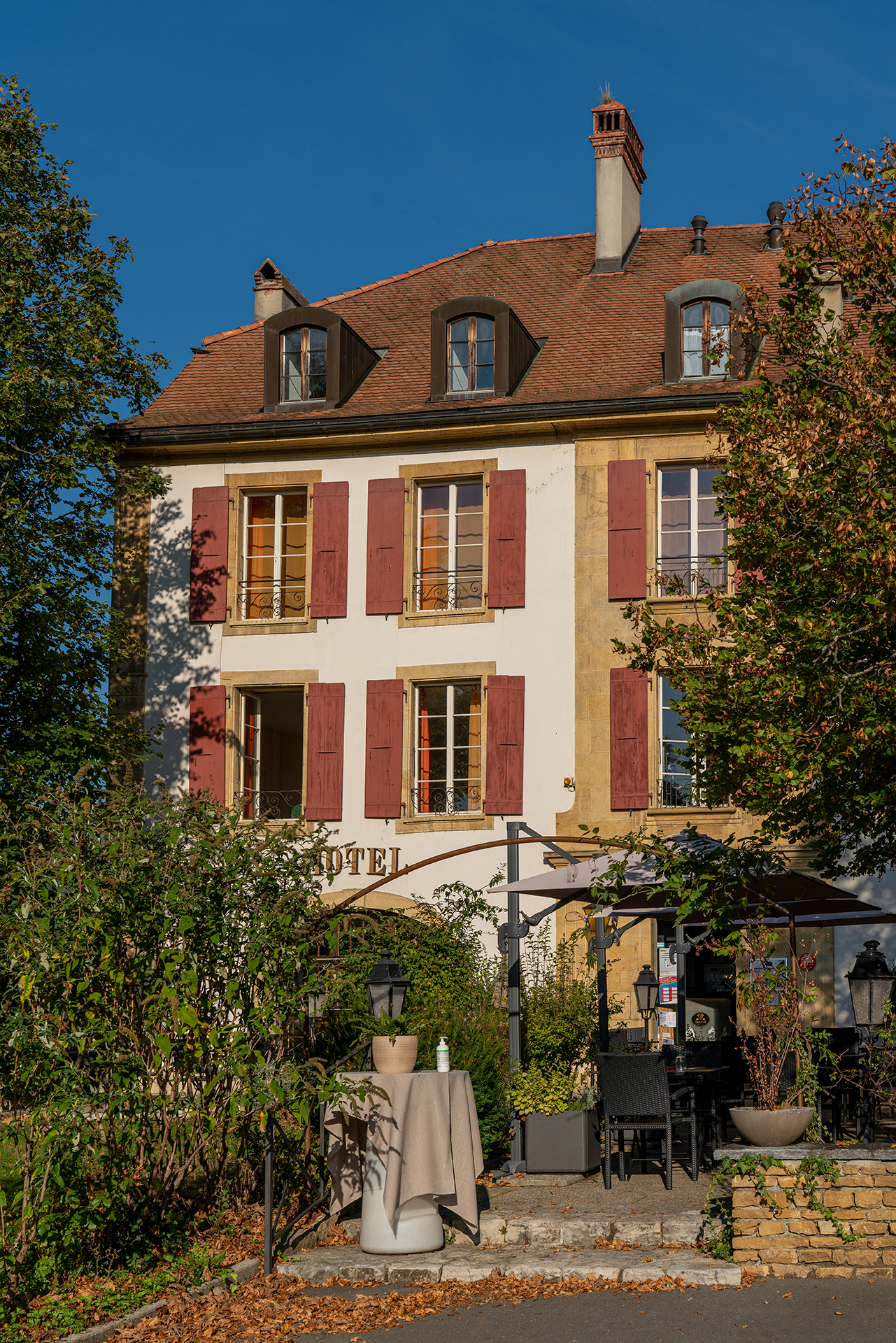
Restaurace
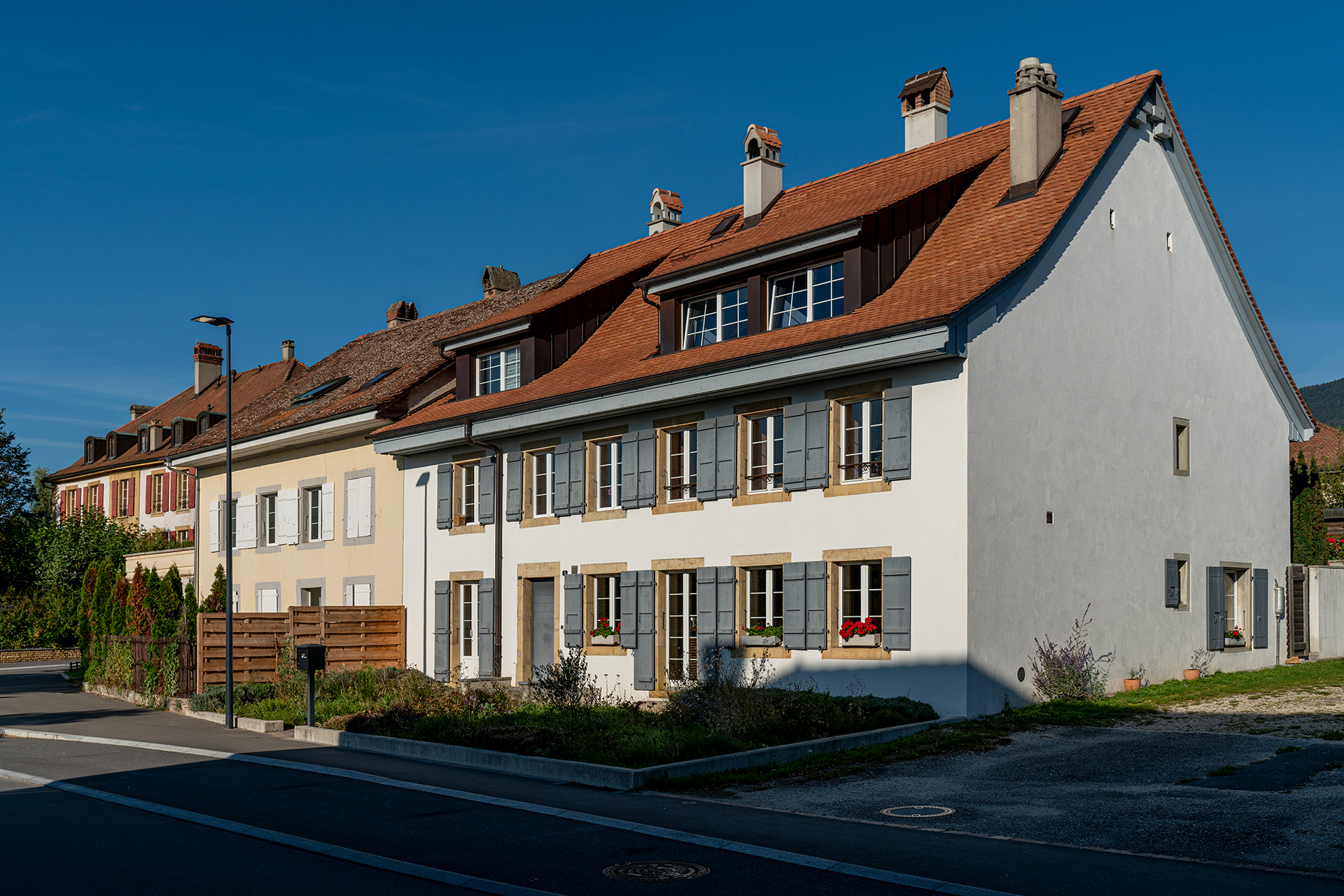
Rue Cantonale
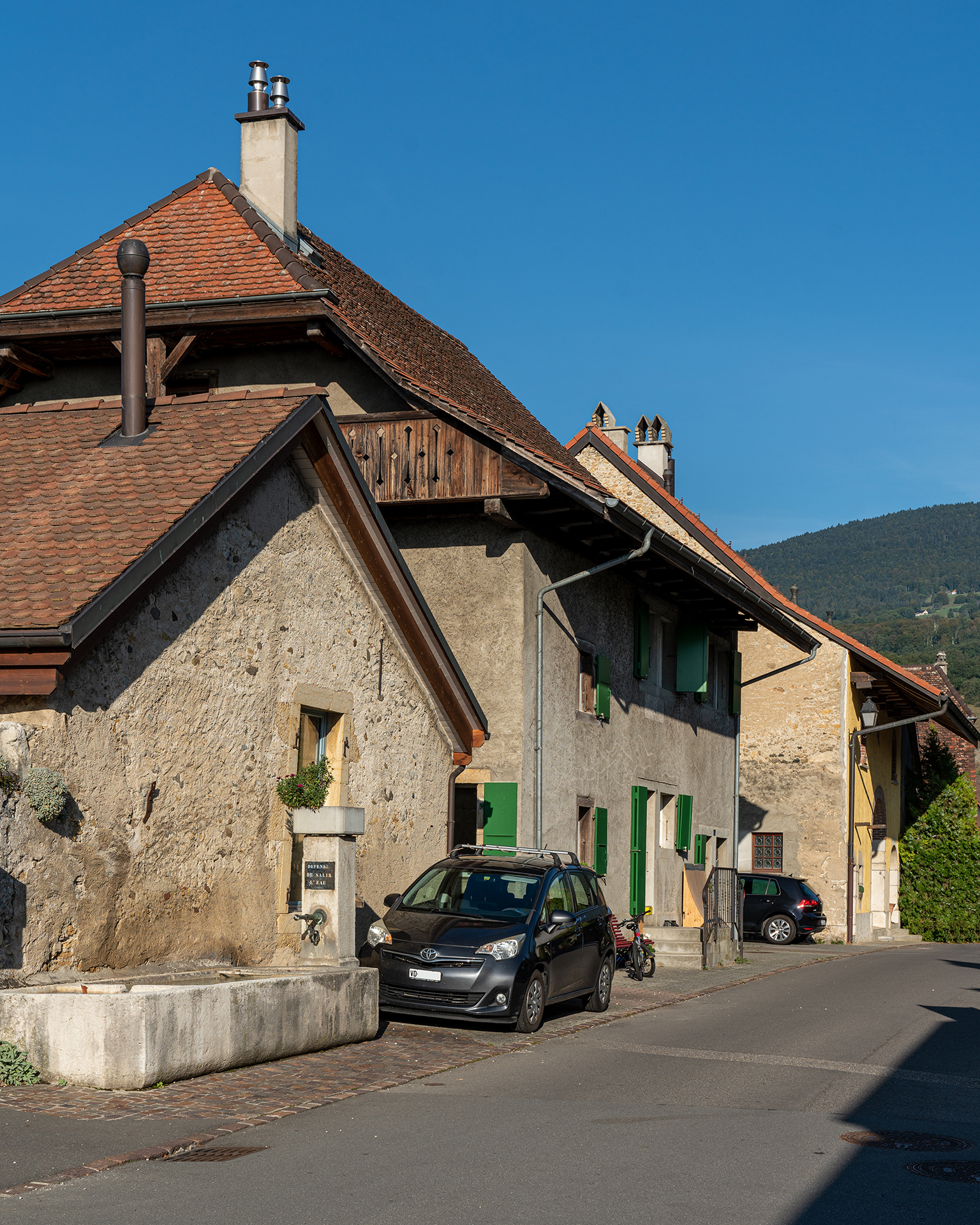
Rue des Fontaines